# Vasile Spătărelu
Vasile Spătărelu (* 21. April 1938 in Tâmna; † 24. März 2005 in Iași) war ein rumänischer Komponist, Musikwissenschaftler und -pädagoge.

## Leben
Spătărelu besuchte 1952–53 die Musikschule in Craiova und 1952–54 die Musikschule in Brașov, hier mit dem Schwerpunkt Horn bei den Lehrern Leopold Guti und Ilie Caloianu. An der Musik-Spezialschule in Timișoara studierte er darauf bis 1957 Horn bei Bunea Ștefan, Klavier bei Miron Șoarec und Alma Cornea Ionescu, Harmonielehre und Kontrapunkt bei Vasile Ijac, Komposition bei Eugen Cuteanu sowie Musiktheorie und Solfège bei Sanda Faur. An der Fakultät für Komposition, Musikwissenschaft, Dirigieren und Pädagogik des Bukarester Konservatoriums (heute Nationale Musikuniversität Bukarest) setzte er seine Ausbildung bei Ioan D. Chirescu und Victor Iușceanu (Musiktheorie und Solfège), Ion Dumitrescu (Harmonielehre), Nicolae Buicliu (Kontrapunkt), Tudor Ciortea (Formenlehre), Alfred Mendelsohn (Orchestration), Ion Ghiga und Vinicius Grefiens (Partiturlehre), George Breazul und Zeno Vancea (Musikgeschichte), Tiberiu Alexandru (Folklore), Alexandru Pașcanu (Instrumentaltheorie) und Anatol Vieru (Komposition) fort.
Seit 1963 unterrichtete Spătărelu am Konservatorium Iași Kontrapunkt und musikalische Formenlehre. 1972 übernahm er die Leitung der neu gegründeten Kompositionsklasse. Von 1984 bis 1992 war er außerdem Dekan der Fakultät für Komposition und Musikwissenschaft der Universität der Künste George Enescu und ab 1997 Vizepräsident der Kommission für akademische Evaluierung und Akkreditierung im Bereich Kunst. An der Musikakademie Gheorghe Dima in Cluj-Napoca promovierte er 2002 mit der Arbeit Meditație la Enescu.
Das kompositorische Schaffen Spătărelus, für das er sowohl Preise des rumänischen Komponistenverbandes als auch der Rumänischen Akademie erhielt, umfasst symphonische und vokalsymphonische Werke, Theater- und Opernmusik, instrumentale und vokalinstrumentale Kammermusik, Unterhaltungsmusik sowie Chormusik.

## Kompositionen
Chorwerke
- Peisaj
- Suita corală
- Omagiu lui Picasso
- Un secol de crini
- Crizanteme
- Ciuleandra
- Luna roşie
- Floare albastră
- Dor de Bacovia

Orchesterwerke
- Simfonietta
- Dumbrava minunată
- Suita brevis
- Sonanţe für Klarinette und Orchester

Bühnenwerke
- Preţioasele ridicole
- Dulcea ipocrizie a bărbatului matur
- Anotimpuri teatrale
- Cei trei muşchetari
- Cărţile junglei